# ブルーノ・レイバーグ
ブルーノ・レイバーグ（Bruno Råberg、1954年7月13日 - 、スウェーデン出身）は、アメリカ合衆国のマサチューセッツ州のボストンを中心に活動しているジャズ・ベーシスト・作曲家である。

## 略歴
レイバーグはアメリカに拠点を移してから様々な有名なミュージシャンと共に録音そして演奏してきた。30以上のレコーディングに参加し、自作アルバムも発表している。ジェリー・バーガンジィ、ジョージ・ガゾーン、サム・リヴァース、ビル・ピアース、ダニー・マッキャスリン、ビリー・ハート、ボブ・モーゼス、ミック・グッドリック、ベン・モンダー、ブルース・バース、ジム・ブラック、マット・ウィルソン、ボブ・ミンツァー、ジョン・メデスキなどと共に演奏した経験がある。そして、ヨーロッパを初め、アジア、北・南米、アフリカなどでのツアー公演をこなしている。また、「The Lifelines Quartet」、「Bruno Råberg Nonet」や「Ascensio」のバンド・リーダーとして活躍している。
レイバーグの2008年に発表したアルバム『Lifelines』は数々の批評家から高い評価を受けている。アメリカで有名なジャズ雑誌『ジャズタイムズ』誌の音楽批評家ビル・ミルコウスキ (Bill Milkowski) は、「率直な感想は、仰天させられた。このアルバムの表現の深さ、驚き（サプライズ）の程度は注目すべきものである。」と語っている。
レイバーグはボストンにあるバークリー音楽大学で1986年から教授をしている。

## 参加バンド
- The Lifelines Quartet : ブルーノ・レイバーグ (ベース)、クリス・チーク (サクソフォーン)、ベン・モンダー (ギター)、テッド・プアー (ドラム)
- Bruno Råberg Nonet : ブルーノ・レイバーグ (ベース)、アラン・チェイス (サクソフォーン)、フィル・グレナディア (トランペット)、ジェフ・ガリンド (トロンボーン)、その他
- Ascensio : ブルーノ・レイバーグ (ベース)、アラン・チェイス (サクソフォーン)、フィル・グレナディア (トランペット)、Marcello Pellitteri (ドラム)

## ディスコグラフィ

### アルバム
- Pentimento (1992年、Boston Skyline)
- Orbis (1998年、Orbis Music)
- Presence (1999年、Orbis)
- Ascensio (2003年、Orbis)
- Chrysalis (2004年、Orbis)
- Lifelines (2008年、Orbis)
- Plunge (2012年、Orbis)
- Hot Box (2015年、Orbis)
- For the Unknown (2016年、Orbis)
- Triloka: Music for Strings (2016年、Orbis)
- Tailwind (2018年、Red Piano)
- Fantasy for Woodwind Quintet (2018年、Orbis)